# Lolita Díaz Baliño
María Dolores Díaz Baliño (Corunha, 6 de janeiro de 1905 — Corunha, 3 de novembro de 1963), mais conhecida pelo hipocorístico Lolita Díaz Baliño, foi uma pintora e professora galega, primeira mulher membro da Real Academia Galega de Belas Artes, junto a Carmen Corredoyra.

## Biografia
Lolita Díaz Baliño era filha de Germán Díaz Teijeiro, funcionário público natural de Ortigueira, e de Camila Melitona Baliño López, natural de Ferrol. Seu primeiro contato com as artes não foi através da pintura, mas por meio da fotografia. Sua participação em um concurso organizado pela “Sociedad Fotográfica de la Coruña” foi condecorada com uma medalha de prata. Em 1925, começou a colaborar com a edição 21 da revista Mariñana. No entanto, esta colaboração foi casual, publicando somente alguns desenhos mais, repartidos entre os números 22 e 23 da publicação. Eram desenhos de influencia folclorista e que retratavam o universo feminino, apesar de contar com um reconhecível estilo comum com outros artistas de sua época. 
Em 1926, participou coletivamente com a Exposição de Arte Galega, também como pintora. A data inicialmente prevista para dar início ao evento era de 15 de julho de 1926. No entanto, só aconteceu em 21 de julho, no Colégio de São Clemente, que em 1909 ja havia sido sede da seção arqueológica da Exposição Regional do mesmo ano. O evento aconteceu até 15 de agosto. 
Sua paulatina aproximação com os movimentos regionalistas, apesar de sua educação e pensamento conservadores, materializou-se na participação em manifestações de homenagem ao coral “Cántigas de la Tierra”, que ocorreu no antigo Teatro Linares Rivas, na Corunha, em 3 de fevereiro de 1927. Pouco depois, o Cesuras encarregou-lhe a confecção de um pergaminho caligráfico para a visita do rei Afonso XIII, que aconteceu no mês de setembro daquele ano. Estes trabalhos foram motivo da crescente consideração publica em sua carreira artística.
Em 30 de maio de 1929, o governo da província da Corunha concedeu-lhe uma pensão de pouco mais de 1.250 pesetas «para que pudesse aperfeiçoar seus estudos na pintura, em conformidade ao proposto pela Real Academia de Belas Artes da Corunha, cujo informe passou-se à solicitação da interessada». Esta ajuda resultou decisiva para o desenvolvimento de sua carreira, com um reconhecimento de seu valor como artista pelo campo institucional.
Em 13 de fevereiro de 1938, ingressou como acadêmica da Real Academia Galega de Belas Artes de Nossa Senhora do Rosario, com o numero de ordem 102, sob a presidência do arquiteto Rafael González Villar. Sendo assim, juntamente com Carme Corredoyra, foi a primeira mulher a ingressar nesta instituição. Carme Corredoyra tomou posse no dia seguinte, 14 de fevereiro, não constando a data da posse de Lolita Díaz.
Foi professora de desenho na Escola de Artes e Oficios de A Corunha, e também mantinha uma oficina em sua própria casa. Dentre seus alunos, a maioria mulheres, as de maior prestigio na cena artística nacional espanhola foram María Antonia Dans e María Elena Gago.